# Протеїн-тирозин-фосфатаза
Протеїн-тирозин-фосфатази — це група ферментів, які каталізують реакцію гідролізу фосфоефірного зв'язку фосфотирозинового амінокислотного залишку різноманітних субстратів (білків). Фосфорилювання білків за залишками тирозину (pTyr) є однією з найпоширеніших посттрансляційних модифікацій, яка може створювати нові розпізнавальні мотиви для білкових взаємодій і клітинної локалізації, впливати на стабільність білка, і регулювати активність ферменту. Як наслідок, підтримка відповідного рівня фосфорилювання білків за залишками тирозину має важливе значення для багатьох клітинних функцій. Тирозин-специфічні протеїнфосфатази каталізують гідроліз фосфоефірного зв'язку через формування цистеїніл-фосфатного ферментного проміжного комплексу. Ці ферменти є ключовими регуляторними компонентами в шляхах сигнальної трансдукції (наприклад, МАР-кіназні шляхи) та контролі клітинного циклу й грають важливу роль в контролі клітинного росту, проліферації, диференціювання, трансформації і синаптичної пластичності.

## Функції
Разом з тирозинкіназами, протеїн-тирозин-фосфатази (англ. protein tyrosine phosphatases, PTPs) регулюють фосфорилювальний стан багатьох важливих сигнальних молекул, таких як родина МАР-кіназ. PTPs все частіше розглядаються як невід'ємний компонент каскадів сигнальної трансдукції, незважаючи на меншу вивченість та розуміння в порівнянні з тирозинкіназами.
PTPs беруть участь в регуляції багатьох клітинних процесів, не обмежуючись, але включаючи:
- ріст клітин;
- клітинне диференціювання;
- мітотичні цикли;
- пухлинну трансформацію;
- рецептор-опосередкований ендоцитоз[5].

## Класифікація

### По механізму
PTP-активність можна знайти в чотирьох білкових родин
.
Посилання на всі 107 членів родини протеїн-тирозин-фосфатаз можна знайти в шаблоні в нижній частині цієї статті.

#### Клас I
PTPs класу I є найбільшою групою PTPs з 99 членів, які можуть бути розділені на
- 38 класичних PTPs
  - 21 рецепторна PTPs
  - 17 нерецепторних PTPs
- 61 VH-1-подібна фосфатаза, або фосфатаза з подвійною специфічністю (англ. dual-specific phosphatases, DSPs)
  - 11 МАРК-фосфатаз
  - 3 слінгшоти (англ. slingshots)
  - 3 PRLs (англ. phosphatases of regenerating liver)
  - 4 CDC14s
  - 19 атипових DSPs
  - 5 PTENs
  - 16 міотубуляринів

Ser/Thr та Tyr фосфатази з подвійною специфічністю є групою ферментів, як з Ser/Thr протеїн-фосфатазною, так і тирозин-специфічною протеїн-фосфатазною активністю й здатні каталізувати гідроліз фосфоефірного зв'язку в фосфотирозиновому, фосфосериновому/фосфотреоніновому амінокислотному залишку в широкого спектра фосфопротеїнів, включаючи ряд ферментів, які були фосфорильовані кіназами. Протеїн-фосфатази з подвійною специфічністю (DSPs) регулюють мітогенетичну трансдукцію сигналу і контролюють клітинний цикл.
Синдром LEOPARD, синдром Нунан та метахондроматоз асоційовані з PTPN11.
Підвищені рівні активованого PTPN5 негативно позначаються на синаптичній стабільності і грають роль в розвитку хвороби Альцгеймера, синдрому ламкої X-хромосоми, шизофренії і хвороби Паркінсона. Зниженні рівні активованого PTPN5 зумовлюють хворобу Хантінгтона, церебральну ішемію, зловживання алкоголем і стресові розлади. У сукупності ці дані свідчать про те, що тільки при оптимальних рівнях PTPN5 синаптична функція незачепленою.

#### Клас II
Низько-молекулярні фосфатази, або кислі фосфатази діють білки з фосфорильованими залишками тирозину (pTyr), низько-молекулярні-арилфосфати й природні і синтетичні ацилфосфати.
PTPs класу II містить тільки одного члена, еритроцитарну кислу фосфатазу (ACP1,LMPTP).

#### Клас III
Cdc25 фосфатази (dTyr і/або dThr).
PTPs класу III містять три члена, cdc25 А, В, і С.

#### Клас IV
pTyr-специфічні фосфатази
Клас IV PTPs містить чотири члени, Eya1-4.
Цей клас, як вважають, еволюціонував окремо від інших трьох
.

### По локалізації
Ґрунтуючись на їх клітинної локалізації, протеїн-тирозин-фосфатази також класифікуються як:
- рецепторні протеїн-тирозин-фосфатази, які є трансмембранними рецепторами й містять протеїн-тирозин-фосфатазні домени[20]. З точки зору структури, всі відомі рецепторні протеїн-тирозин-фосфатази утворені з змінної довжини позаклітинного домену, й наступних трансмембранного і С-кінцевого каталітичного цитоплазматического домену. Деякі з рецепторних протеїн-тирозин-фосфатаз містять повтори фібронектину типу III (FN-III), імуноглобулін-подібні домени, домени МАМ, або карбоангідраза-подібні домени в їх позаклітинної області. Загалом, цитоплазматична область містить дві копії домену протеїн-тирозин-фосфатази. Перший, здається, має ферментативну активність, в той час як другий є неактивним.
- нерецепторні (внутрішньоклітинні) протеїн-тирозин-фосфатази[21].

### Загальні елементи
Всі протеїн-тирозин-фосфатази, крім тих з родини eya містять високо консервативний активний сайт (мотив C(X)5R, де Х — залишок будь-якої амінокислоти) й використовують загальний каталітичний механізм, і мають схожу корову структуру з центрального паралельного β-листа та фланкуючих α-спіралей, яка містить характерний для PTP структурний мотив, що включає таку поослідовнінсть елементів вторинної структури: β-лист-петля-α-спіраль-петля. Функціональна різноманітність між PTPases виявляється у регуляторних доменах і субодиницях.
| Низько-молекулярна протеїн-тирозин-фосфатаза             | Низько-молекулярна протеїн-тирозин-фосфатаза |
| -------------------------------------------------------- | --- |
| Структура низько-молекулярної протеїн-тирозин-фосфатази. | |
| Ідентифікатори                                           | |
| Символ                                                   | LMWPc |
| PDB                                                      | [http://www.rcsb.org/pdb/cgi/explore.do?pdbId=1bvh 1bvh, 1c0e, 1d1p, 1d1q, 1d2a, 1dg9, 1jf8, 1jfv, 1jl3, 1ljl 1bvh, 1c0e, 1d1p, 1d1q, 1d2a, 1dg9, 1jf8, 1jfv, 1jl3, 1ljl] |
| Інші ідентифікатори                                      | Pfam: PF01451; |
| Інша інформація                                          | |

| Протеїн-тирозин-фосфатаза                     | Протеїн-тирозин-фосфатаза |
| --------------------------------------------- | --- |
| Структура протеїн-тирозин-фосфатази Yersinia. | |
| Ідентифікатори                                | |
| Символ                                        | Y_phosphatase |
| PDB                                           | [http://www.rcsb.org/pdb/cgi/explore.do?pdbId=1a5y 1a5y, 1aax, 1bzc, 1bzh, 1bzj, 1c83, 1c84, 1c85, 1c86, 1c87 1a5y, 1aax, 1bzc, 1bzh, 1bzj, 1c83, 1c84, 1c85, 1c86, 1c87] |
| Інші ідентифікатори                           | Pfam: PF00102; |
| Інша інформація                               | |

| Каталітичний домен протеїн-тирозин-фосфатази з подвійною специфічністю | Каталітичний домен протеїн-тирозин-фосфатази з подвійною специфічністю |
| ---------------------------------------------------------------------- | --- |
| Структура протеїн-тирозин-фосфатази з подвійною специфічністю VHR.     | |
| Ідентифікатори                                                         | |
| Символ                                                                 | DSPc |
| PDB                                                                    | [http://www.rcsb.org/pdb/cgi/explore.do?pdbId=1d5r 1d5r, 1i9s, 1i9t, 1j4x, 1m3g, 1mkp, 1ohc, 1ohd, 1ohe, 2c46 1d5r, 1i9s, 1i9t, 1j4x, 1m3g, 1mkp, 1ohc, 1ohd, 1ohe, 2c46] |
| Інші ідентифікатори                                                    | Pfam: PF00782; |
| Інша інформація                                                        | |

| Протеїн-тирозин-фосфатаза, SIW14-подібна              | Протеїн-тирозин-фосфатаза, SIW14-подібна                                  |
| ----------------------------------------------------- | ------------------------------------------------------------------------- |
| Очікувана структура фосфатази з Arabidopsis thaliana. |                                                                           |
| Ідентифікатори                                        |                                                                           |
| Символ                                                | Y_phosphatase2                                                            |
| PDB                                                   | [http://www.rcsb.org/pdb/cgi/explore.do?pdbId=1xri 1xri, 2q47 1xri, 2q47] |
| Інші ідентифікатори                                   | Pfam: PF03162;                                                            |
| Інша інформація                                       |                                                                           |

| Протеїн-тирозин-фосфатаза-подібний білок, PTPLA | Протеїн-тирозин-фосфатаза-подібний білок, PTPLA |
| Ідентифікатори                                  | Ідентифікатори                                  |
| ----------------------------------------------- | ----------------------------------------------- |
| Символ                                          | PTPLA                                           |
| Інші ідентифікатори                             | Pfam: PF04387;                                  |
| Інша інформація                                 |                                                 |